# Близнюченко Олександр
Олександр Близнюченко (нар. 27 травня 1951) — український спортивний стрілець. Він брав участь у двох дисциплінах на літніх Олімпійських іграх 1996 року.